# Élections législatives de 1936 dans le Lot
Les élections législatives françaises de 1936 ont lieu les 26 avril et 3 mai.

## Élus
|   | Circonscription | Député sortant |  | Groupe parlementaire | Député élu        |  | Groupe parlementaire                      |
| - | --------------- | -------------- |  | -------------------- | ----------------- |  | ----------------------------------------- |
| 1 | Cahors          |                |  |                      | René Besse        |  | Non inscrit                               |
| 2 | Figeac          |                |  |                      | Anatole de Monzie |  | Union socialiste républicaine             |
| 3 | Gourdon         |                |  |                      | Louis Malvy       |  | Républicain radical et radical-socialiste |

## Résultats à l'échelle du département
| Partis         | Partis                                          | Premier tour | Premier tour | Deuxième tour | Deuxième tour | Sièges |
| Partis         | Partis                                          | Voix         | %            | Voix          | %             | Sièges |
| -------------- | ----------------------------------------------- | ------------ | ------------ | ------------- | ------------- | ------ |
|                | Alliance démocratique                           | 10 664       | 24,15        |               |               | 1      |
|                | Parti communiste-SFIC                           | 10 521       | 23,82        | 6 438         | 41,55         | 0      |
|                | Section française de l'Internationale ouvrière  | 7 023        | 15,90        |               |               | 0      |
|                | Parti républicain radical et radical-socialiste | 6 971        | 15,79        | 1             |               |        |
|                | Union socialiste républicaine                   | 6 650        | 15,06        | 9 029         | 58,27         | 1      |
|                | Radicaux indépendants                           | 1 587        | 3,59         |               |               | 0      |
|                | Parti agraire et paysan français                | 312          | 0,71         | 0             |               |        |
|                | Socialistes indépendants                        | 418          | 2,72         | 0             |               |        |
|                | Divers                                          | 15           | 0,10         | 29            | 0,19          | 0      |
|                |                                                 |              |              |               |               |        |
| Inscrits       | Inscrits                                        | 54 632       | 100,00       | 18 453        | 100,00        | 3      |
| Votants        | Votants                                         | 45 942       | 84,09        | 15 819        | 85,73         |        |
| Abstentions    | Abstentions                                     | 8 690        | 15,91        | 2 634         | 14,27         |        |
| Blancs et nuls | Blancs et nuls                                  | 1 781        | 3,88         | 323           | 2,04          |        |
| Exprimés       | Exprimés                                        | 44 161       | 96,12        | 15 496        | 97,96         |        |

## Résultats par arrondissement

### Arrondissement de Cahors
| Candidats      | Candidats      | Étiquette      | Premier tour | Premier tour |
| Candidats      | Candidats      | Étiquette      | Voix         | %            |
| -------------- | -------------- | -------------- | ------------ | ------------ |
|                | René Besse     | AD             | 10 664       | 64,60        |
|                | Lasfargues     | SFIO           | 3 046        | 18,45        |
|                | Roussel        | PC-SFIC        | 2 786        | 16,88        |
|                | Divers         | Divers         | 12           | 0,07         |
|                |                |                |              |              |
| Inscrits       | Inscrits       | Inscrits       | 20 789       | 100,00       |
| Votants        | Votants        | Votants        | 17 291       | 83,17        |
| Abstention     | Abstention     | Abstention     | 3 498        | 16,83        |
| Blancs et nuls | Blancs et nuls | Blancs et nuls | 783          | 4,53         |
| Exprimés       | Exprimés       | Exprimés       | 16 508       | 95,47        |

### Arrondissement de Figeac
| Candidats      | Candidats         | Étiquette              | Premier tour | Premier tour | Deuxième tour | Deuxième tour |
| Candidats      | Candidats         | Étiquette              | Voix         | %            | Voix          | %             |
| -------------- | ----------------- | ---------------------- | ------------ | ------------ | ------------- | ------------- |
|                | Anatole de Monzie | USR                    | 6 353        | 42,36        | 9 029         | 58,27         |
|                | Cassagnade        | PC-SFIC                | 6 328        | 42,19        | 6 438         | 41,55         |
|                | Castanié          | Radical indépendant    | 1 587        | 10,58        |               |               |
|                | Sanarens          | Socialiste indépendant | 418          | 2,79         |               |               |
|                | Pyradayrol        | PAPF                   | 312          | 2,08         |               |               |
|                | Divers            | Divers                 |              |              | 29            | 0,19          |
|                |                   |                        |              |              |               |               |
| Inscrits       | Inscrits          | Inscrits               | 18 451       | 100,00       | 18 453        | 100,00        |
| Votants        | Votants           | Votants                | 15 649       | 84,81        | 15 819        | 85,73         |
| Abstention     | Abstention        | Abstention             | 2 802        | 15,19        | 2 634         | 14,27         |
| Blancs et nuls | Blancs et nuls    | Blancs et nuls         | 651          | 4,16         | 323           | 2,04          |
| Exprimés       | Exprimés          | Exprimés               | 14 998       | 95,84        | 15 496        | 97,96         |

### Arrondissement de Gourdon
| Candidats      | Candidats      | Étiquette      | Premier tour | Premier tour |
| Candidats      | Candidats      | Étiquette      | Voix         | %            |
| -------------- | -------------- | -------------- | ------------ | ------------ |
|                | Louis Malvy    | PRRRS          | 6 971        | 55,08        |
|                | Chassaing      | SFIO           | 2 668        | 21,08        |
|                | Boyer          | PC-SFIC        | 1 407        | 11,12        |
|                | Auricoste      | SFIO           | 1 309        | 10,34        |
|                | Bonnafous      | USR            | 297          | 2,35         |
|                | Divers         | Divers         | 3            | 0,02         |
|                |                |                |              |              |
| Inscrits       | Inscrits       | Inscrits       | 15 392       | 100,00       |
| Votants        | Votants        | Votants        | 13 002       | 84,47        |
| Abstention     | Abstention     | Abstention     | 2 390        | 15,53        |
| Blancs et nuls | Blancs et nuls | Blancs et nuls | 347          | 2,67         |
| Exprimés       | Exprimés       | Exprimés       | 12 655       | 97,33        |